# Frederic Mayer
Frederic David Mayer (* 21. April 1931 in Lincoln, Nebraska; † 20. März 2013) war ein deutscher Opernsänger US-amerikanischer Herkunft (Tenor).

## Leben
Mayer wurde als Frederick David Mayer in den Vereinigten Staaten geboren. Mayer studierte Gesang bei Edgar Schofield in New York City. Er war zunächst Professor für Musik und Gesang an der Columbia University in New York; er entschied sich dann jedoch für eine professionelle Sängerkarriere. Zur weiteren musikalischen Ausbildung kam Mayer in den 1960er Jahren nach Europa. Er studierte bei dem Gesangspädagogen Rocco Pandiscio in München.
1964 debütierte er als Ferrando in der Oper Così fan tutte am Stadttheater Ulm, wohin er für die Spielzeit 1964/65 engagiert worden war. Er kehrte dann in die Vereinigten Staaten zurück, sang 1965–1966 an der Chicago Opera und 1966–1968 bei der American Opera Society. 1967 sang er bei der American Opera Society die Partie des Sesto in der Oper Giulio Cesare; seine Partnerin als Cleopatra war Montserrat Caballé. 1968 kam er wieder nach Deutschland; im selben Jahr wurde er als „Lyrischer Tenor“ an das Staatstheater am Gärtnerplatz in München engagiert. Dort gehörte er fast 30 Jahre zum festen Ensemble des Theaters.
Mayer sang auf der Bühne ein weitreichendes Repertoire, das schwerpunktmäßig das Rollenfach des Lyrischen Tenors umfasste, aber auch Partien für Spieltenor, Tenorbuffo und Charaktertenor enthielt. Zu seinen Bühnenrollen gehörten: Tamino in Die Zauberflöte, Pedrillo in Die Entführung aus dem Serail, Fenton in Die lustigen Weiber von Windsor, Ernesto in Don Pasquale, Alfredo in La traviata und die Titelrolle in Oedipus Rex. Häufig sang Mayer auch in Operetten, so den Eisenstein in der Operette Die Fledermaus. 1973 übernahm er am Staatstheater am Gärtnerplatz in einer Neuinszenierung die Titelrolle in der Oper Fra Diavolo; seine Partner waren Janet Perry (Zerline) und Anton de Ridder (als Lorenzo). Die Inszenierung wurde für das Fernsehen aufgezeichnet und später auch auf DVD veröffentlicht. Mit der Partie des Fra Diavolo gastierte er in der Spielzeit 1981/82 auch an den Städtischen Bühnen Münster in einer Neuinszenierung (Premiere: Mai 1982) mit „schmelzreichem, strahlenden“ Tenor, „gewandt und bühnenbeherrschend“ im Spiel.
Im Februar 1983 sang er am Staatstheater am Gärtnerplatz die Rolle des Lykophron in der Uraufführung der Oper Periander von Theodore Antoniou. In der Spielzeit 1983/84 sang er am Staatstheater am Gärtnerplatz den Popensohn Afanassi Iwanowitsch in einer Neuinszenierung der Oper Der Jahrmarkt von Sorotschinzi. In der Spielzeit 1984/85 übernahm er am Staatstheater am Gärtnerplatz die Rolle des Rodriguez in einer Neuinszenierung der Oper Don Quichotte.
In späteren Jahren sang er am Staatstheater am Gärtnerplatz zahlreiche Charakterpartien und Comprimario-Rollen, unter anderem Pietro in Die Banditen (Premiere: Januar 1980), Arturo in Lucia di Lammermoor (Premiere: Oktober 1980), Incroyable in Andrea Chénier (Premiere: Oktober 1980), Nick in Das Mädchen aus dem goldenen Westen (Premiere: Dezember 1980; außerdem bei zwei Gastspielen des Gärtnerplatztheaters im Pfalzbau Ludwigshafen im Dezember 1981), Junker Spärlich in Die lustigen Weiber von Windsor (Premiere: Oktober 1981), Kerkermeister in Der Gefangene (Premiere: Mai 1984), Borsa in Rigoletto (Premiere: Mai 1987), Bürgermeister Upfold in Albert Herring (Premiere: Mai 1989), den Freier Pisandro in Die Heimkehr des Odysseus (Premiere: Januar 1991) und den Diener Karl in Der Vetter aus Dingsda  (Premiere: Dezember 1992). In der Spielzeit 1990/91 sang er zur Wiedereröffnung des Gärtnerplatztheaters nach der zehnmonatigen Umbauphase den Zirkusdirektor Springer in einer Neuinszenierung der Smetana-Oper Die verkaufte Braut (Premiere: November 1990, Regie: Helmuth Matiasek), wo er „seine Fähigkeit, auch der kleinsten Rolle Überzeugungskraft zu verleihen“, erneut unter Beweis stellte. Mayer war bis einschließlich der Spielzeit 1997/98 festes Ensemblemitglied am Staatstheater am Gärtnerplatz. Danach trat er dort noch gelegentlich als Gast auf.
Mehrfach trat er bei den Bregenzer Festspielen auf. Dort sang er in zwei Opern von Joseph Haydn: 1970 als Nencio in der Oper L’infedeltà delusa und 1974 als Ecelitico (neben Ernst Gutstein als Buonafede) in Il mondo della luna. 1976 übernahm er dort die vier Dienerrollen in der Oper Hoffmanns Erzählungen. Im Oktober 1973 sang er an der Wiener Staatsoper die Rolle des Conte Almaviva in der Oper Der Barbier von Sevilla.
Mayer gastierte außerdem an der Deutschen Oper Berlin, an der Staatsoper Stuttgart, an der Oper Frankfurt, am Nationaltheater Mannheim, am Opernhaus Nürnberg und an der Opernhäuserin in Chicago und Baltimore.
In Anerkennung seiner künstlerischen Verdienste wurde Mayer zum Bayerischen Kammersänger ernannt.

## Tondokumente
Von Frederic Mayer existieren einige wenige Tondokumente. In einer musikalischen Gesamtaufnahme der Operette Im weißen Rößl singt er die Rolle des Dr. Otto Siedler. Die Aufnahme erschien 1971 auf Schallplatte in der Serie „Goldene Operette“ bei Telefunken; seine Partner waren Dorothea Chryst (Ottilie) und Peter Minich (Zahlkellner Leopold).
Außerdem wirkte er in mehreren Gesamtaufnahmen von Bühnenwerken Kurt Weills mit: als Jack in Aufstieg und Fall der Stadt Mahagonny, als Lotterieagent in Der Silbersee und als Gerichtsvollzieher in der Operette Der Kuhhandel. Alle Aufnahmen erschienen bei dem Label Capriccio.
Außerdem existiert ein Live-Mitschnitt der Giulio Cesare-Aufführung der American Opera Society von 1967.